# Herakleides von Syrakus
Herakleides von Syrakus (altgriechisch Ἡρακλείδης Hērakleídēs; † 354 v. Chr. in Syrakus) war ein Offizier und demokratischer Politiker im griechisch besiedelten Teil Siziliens. Unter dem Tyrannen Dionysios II. musste er aus seiner Heimatstadt Syrakus fliehen. Er ging nach Griechenland ins Exil. Nach dem Sturz des Tyrannen wählten ihn die Syrakuser zum Flottenbefehlshaber. Innenpolitisch war er der prominenteste Vorkämpfer der Demokratie.

## Unter der Tyrannenherrschaft und im Exil
Herakleides war offenbar vornehmer Herkunft, er stammte aus der politisch führenden Schicht von Syrakus. Schon unter dem Tyrannen Dionysios I. († 367 v. Chr.) hatte er eine Offiziersstelle; unter dessen Sohn und Nachfolger Dionysios II. war er Befehlshaber der Reiterei oder der Söldner. Nach dem Herrschaftsantritt Dionysios’ II. gehörte Dion von Syrakus, der zugleich Schwager und Schwiegersohn Dionysios’ I. und ein Freund des Philosophen Platon war, zu den einflussreichsten Persönlichkeiten am Hof des neuen Tyrannen. Schon bald nach dem Regierungswechsel wurde Dion beschuldigt, mit Herakleides und dessen Onkel Theodotes über Pläne zum Sturz von Dionysios II. gesprochen zu haben. Bald darauf wurde Dion verbannt; im Spätsommer 366 begab er sich nach Griechenland. Herakleides hingegen scheint sein Amt behalten zu haben.
Während der dritten Sizilienreise Platons (361–360) kam es zu einer Revolte von Söldnern, nachdem der Tyrann versucht hatte, ihnen den Sold zu kürzen. Die Söldner erzwangen die Rücknahme dieses Beschlusses. Es hieß, Herakleides sei der Anstifter des Aufruhrs gewesen. Darauf versteckte sich Herakleides, und es wurde vergeblich nach ihm gefahndet. Theodotes und Platon setzten sich ohne Erfolg für ihn ein. Schließlich konnte er in das Gebiet der Karthager, die damals den Westen Siziliens beherrschten, entkommen. Von dort begab er sich nach Griechenland und wurde einer der Anführer der Opposition im Exil.
Nach dem Scheitern aller Versöhnungsversuche beschloss Dion, den Tyrannen mit einer kleinen Streitmacht aus Söldnern, die er selbst bezahlte, zu stürzen. Nach langen Vorbereitungen segelte er 357 v. Chr. mit rund 800 Mann auf fünf Schiffen von der griechischen Insel Zakynthos ab. Herakleides blieb in Zakynthos zurück, angeblich weil es schon damals zu Meinungsdifferenzen zwischen ihm und Dion gekommen war. Wahrscheinlich handelte es sich jedoch um einen Plan der beiden: Erst sollte Dion über das offene Meer segeln, den Kampf auf Sizilien eröffnen und damit die weit überlegene feindliche Flotte zum Abzug aus der Straße von Otranto zwingen, dann sollte Herakleides mit einem zweiten Geschwader auf der Küstenroute folgen.

## Heimkehr, Aufstieg und Untergang

Süditalien um die Mitte des 4. Jahrhunderts

Dions kühnes Unternehmen glückte schnell. Die Syrakuser erhoben sich gegen den Tyrannen, der mit seiner Flotte nach Unteritalien gefahren war. Sie nahmen Dion begeistert auf und wählten ihn zu ihrem Oberbefehlshaber. Das Machtzentrum des Tyrannen jedoch, seine Festung auf der Insel Ortygia vor Syrakus, konnten sie nicht einnehmen. Dorthin kehrte Dionysios zurück. Er verfügte noch über seine Seestreitkräfte, die unter dem Befehl des bewährten Nauarchen (Flottenbefehlshabers) Philistos standen. Nun traf aber Herakleides mit seinem Geschwader ein; er verfügte über 20 Trieren und etwa 1500 Söldner. Die Syrakuser wählten Herakleides zu ihrem Nauarchen. Darauf kam es zu einer Kontroverse mit Dion über den Oberbefehl, die damit endete, dass Herakleides sich Dion unterordnen musste. Herakleides verfügte nun über genügend Schiffe, um den Kampf gegen Philistos zu wagen. Philistos wurde in einer Seeschlacht besiegt und gefangen genommen, dann von den Syrakusern gefoltert und getötet.
Durch diesen großen Erfolg wuchs der Ruhm des Herakleides. Als Flottenbefehlshaber war er zwar weiterhin militärisch dem Oberbefehl Dions unterstellt, politisch wurde er aber zu dessen Rivalen. Neben der persönlichen Rivalität bestand ein fundamentaler politischer Gegensatz. Nach der Vertreibung des Tyrannen aus der Stadt waren die Syrakuser zu ihrer früheren demokratischen Staatsordnung, die der Volksversammlung die oberste Entscheidungsgewalt gab, zurückgekehrt. Dion strebte jedoch eine aristokratisch geprägte Verfassung an und war wohl von den staatsphilosophischen Ideen seines Freundes Platon, der die Demokratie ablehnte, beeinflusst. Herakleides begann gegen Dion zu agitieren und sich für die Demokratie und die Interessen der einfachen Bürger einzusetzen. Im Sommer 356 gelang es den demokratischen Kräften, gegen Dions Widerstand einen Volksbeschluss über die Neuverteilung des Grundbesitzes herbeizuführen. Außerdem beschloss die Volksversammlung, die Entlohnung der Söldner Dions einzustellen und ihn als Oberkommandierenden abzusetzen. Es wurde ein Kollegium von 25 Feldherren gewählt, unter denen Herakleides war, nicht jedoch Dion. Damit kehrten die Syrakuser in der Organisation ihrer Streitkräfte zu den demokratischen Verhältnissen zurück, die vor der Errichtung der Tyrannenherrschaft bestanden hatten. Dion hatte nun in Syrakus keine Machtbasis mehr und zog sich mit seinen Söldnern in die Stadt Leontinoi zurück. Als jedoch Söldner des Dionysios überraschend angriffen und den größten Teil von Syrakus einnahmen und verwüsteten, mussten sich die Syrakuser in höchster Not an Dion wenden. Es gelang Dion, die feindlichen Söldner zurückzuschlagen. Daher wurde er erneut als Retter der Stadt betrachtet, während die demokratische Partei und ihre Feldherren diskreditiert waren. Gemäß den neuen Kräfteverhältnissen kam es zu einer Machtteilung. Die Syrakuser wählten Dion zum Oberbefehlshaber der Landstreitkräfte, und Herakleides erhielt wieder das Kommando über die Flotte. Nun hielt Herakleides seine Stellung für so stark, dass er meinte, eigenmächtig Verhandlungen mit Dionysios über eine Friedenslösung führen zu können.

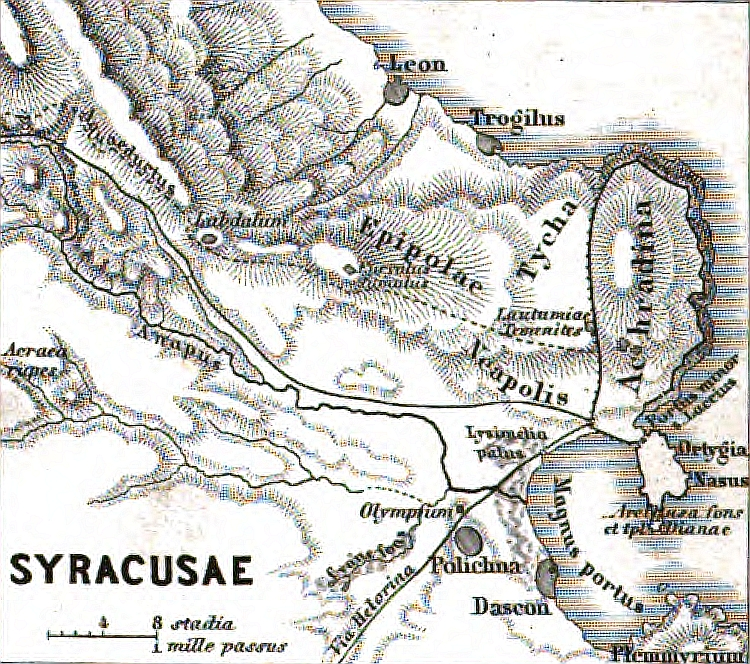
Syrakus in der Antike mit der vorgelagerten Insel Ortygia

Dion nutzte seine wiedergewonnene Autorität, um die Wiederherstellung der früheren Besitzverhältnisse durchzusetzen, und nahm die Verwirklichung seiner politischen Vorstellungen in Angriff. Er konnte sogar erreichen, dass die angeblich nicht mehr benötigte Flotte, welche den stärksten Rückhalt des Herakleides bildete, aufgelöst wurde. Ein von ihm einberufenes Kollegium (synhédrion) sollte als gesetzgebende Versammlung eine aristokratisch geprägte Verfassung ausarbeiten. Dion versuchte Herakleides einzubinden, indem er ihn zu einem Mitglied dieses Gremiums ernannte. Herakleides lehnte jedoch jede Mitwirkung ab, da das Vorhaben seinen Zielen völlig entgegengesetzt war, und verwies auf die Zuständigkeit der Volksversammlung. Er begann wieder gegen Dion zu agitieren, indem er ihn beschuldigte, nach der Tyrannenherrschaft zu streben. Darin sah Dion eine so ernste Bedrohung seiner ungenügend abgesicherten Macht, dass er sich nur noch mit Gewalt zu helfen wusste. Herakleides wurde in seinem Haus ermordet, wenn nicht auf Dions Befehl, so doch zumindest mit dessen Billigung. Dion ordnete ein glänzendes Begräbnis an, an dem er selbst teilnahm.
Die Mordtat erregte großes Aufsehen. In der Bevölkerung wuchs dadurch die Überzeugung, dass Dion im Begriff war, sich zum neuen Tyrannen aufzuschwingen. Dies bewirkte einen dramatischen Schwund seiner Beliebtheit und führte dazu, dass er selbst noch im selben Jahr ermordet wurde.

## Rezeption
Die Urteile der Nachwelt sind unterschiedlich ausgefallen. Platonisch gesinnte Autoren wie Timonides von Leukas und Plutarch ergriffen für Dion Partei und schilderten Herakleides als treulosen, hemmungslosen Demagogen, der Geschichtsschreiber Diodor hingegen fand lobende Worte für Herakleides. In der neueren Forschung gibt es eine (umstrittene) Richtung, die in Dion eher einen machtgierigen Oligarchen als einen philosophischen Idealisten sieht. Ob Herakleides als überzeugter Vorkämpfer der Demokratie zu betrachten ist oder eher als Demagoge, der nur an eigenem Machtgewinn interessiert war, ist unklar. Manche Historiker meinen, dass es nicht um einen echten „ideologischen“ Gegensatz ging, sondern in erster Linie um persönliche Rivalität zwischen ehrgeizigen Politikern.